# Medaglia d'oro del Congresso
La medaglia d'oro del Congresso è il più alto riconoscimento civile, assieme alla medaglia presidenziale della libertà, conferito dagli Stati Uniti.
La decorazione, accordata dal Congresso degli Stati Uniti d'America, è conferita a tutte quelle persone che si sono distinte nella realizzazione di un servizio per la sicurezza, la prosperità o gli interessi nazionali degli Stati Uniti.
L'importanza della medaglia presidenziale della libertà e della medaglia d'oro del Congresso è considerata equivalente. La differenza risiede solo nel fatto che la prima viene concessa per volontà del presidente, la seconda su atto del Congresso. La decorazione riveste una qualità talmente alta che è stata concessa a 184 tra persone o istituzioni.

## Personalità insignite
- Giovanni Paolo II
- Teresa di Calcutta
- Neil Armstrong
- Count Basie
- Jacob Brown
- Walt Disney
- Tenzin Gyatso
- Katherine Johnson
- Mary Lasker
- Joe Louis
- Umberto Nobile
- Jesse Owens
- Sir Paul McCartney
- Rosa Parks
- Arthur Rostron
- Leo Ryan
- Frank Sinatra
- Aung San Suu Kyi